# Джайпурский храм (Вриндаван)
Джайпурский храм — вайшнавский храм в святом месте паломничества индуизма Бриндабане. Посвящён Радхе-Кришне.

## История
Храм был построен правителем Джайпура Саваи Мадхав Сингхом II (1880—1922). Строительство храма заняло 30 лет и было завершено в 1917 году. Во Вриндаване он считается одним из наиболее роскошных и грандиозных храмов. Стены из обработанного вручную песчаника представляют собой образчик мастерства. Массивные колонны, поддерживающие крышу, вырезаны из цельного куска скалы. Причудливо обработанный мраморный алтарь сделан в стиле периода Моголов. С целью облегчить доставку огромных кусков песчаника для строительства храма, раджа специально построил железнодорожную ветку, которая соединила Вриндаван с Матхурой. В храме поклоняются мурти Шри Шри Радха-Мадхавы.

## Расписание
Расписание храма:
- Летом — Мангала-аратик 5:00; Даршан 7:30—10:00 и 17:00—20:30.
- Зимой — Мангала-аратик 6:30; Даршан 8:00—11:30 и 16:00—19:00.